# Gepunte tropentrilspin
De gepunte tropentrilspin (Crossopriza lyoni) is een spinnensoort uit de familie trilspinnen (Pholcidae). De soort komt wereldwijd, inclusief België, voor.